# Prosantichthys
Prosantichthys is een geslacht van uitgestorven straalvinnige beenvissen, behorend tot de Halecomorphi. Het leefde in het Midden-Trias (Ladinien, ongeveer 240 - 238 miljoen jaar geleden) en zijn fossiele overblijfselen zijn gevonden in Zwitserland.

## Naamgeving
De typesoort Prosantichthys buergini werd door Gloria Arratia en Annette Herzog benoemd in 2007, op basis van fossiele overblijfselen gevonden in de Prosantoformatie in Zwitserland, in het Ducanfurgga-gebied. De geslachtsnaam verbindt een verwijzing naar de formatie met het Grieks ichthys, 'vis'. De soortaanduiding eert paleontoloog en vissenexpert Toni Bürgin.
Het holotype is PIMUZ A/I 3692, in 1989 gevonden door H. Furrer. Het paratype is PIMUZ A/I 3217, in 1994 gevonden door C. Obrist.

## Beschrijving
Prosantichthys was klein van formaat en niet groter dan zes centimeter. Het was uitgerust met botten en schubben bedekt met een dikke laag ganoïne. De rugvin was kort na het midden van het lichaam geplaatst en was driehoekig van vorm, terwijl de anaalvin, eveneens driehoekig, er schuin op en iets verder naar achteren was geplaatst. De kleine buikvinnen bevonden zich ongeveer in het midden van het lichaam, terwijl de borstvinnen net achter de schedel waren geplaatst. De staartvin was licht gevorkt.
De schedel werd gekenmerkt door grote neusbeenderen die mediaal waren gehecht, en door een orbitaal gebied met een merkwaardig groot infraorbitaal bot. Er was ook een klein bijbehorend suborbitaal bot en een vergroot operculum met een uitgebreid anteroventraal gebied, dat via de dorsale tak bijna contact maakte met de laterale rand van de schedel. Sommige kenmerken van Prosantichthys, zoals de aanwezigheid van een supramaxillair bot en een supramaxillair uitsteeksel van het bovenkaaksbeen met een achterste inkeping voor contact met de supramaxilla, worden ook gevonden bij de andere halecomorfen.

## Fylogenie
Prosantichthys is een archaïsche vertegenwoordiger van de halecomorfen, een groep vissen die momenteel wordt vertegenwoordigd door een enkele soort (Amia calva), maar die zeer wijdverbreid was tijdens het Mesozoïcum. In het bijzonder wordt Prosantichthys beschouwd als dicht bij de orde van de Parasemionotiformes staand, halecomorfen die typisch zijn voor het Trias. Een andere soortgelijke vis is Frodoichthys uit het Midden-Trias van China.

## Paleo-ecologie
Prosantichthys was een kleine vis die zich voedde met voedseldeeltjes in een ondiepe zee die ook werd bewoond door andere vissen van vergelijkbare grootte (Besania) en door andere grotere roofvissen als Eoeugnathus.